# Аудру (волость)
Аудру (эст. Audru, нем. Audern) — бывшая волость в Эстонии, в составе уезда Пярнумаа.

## Положение
Площадь волости — 379 км², численность населения на 1 января 2011 года составляла 5369 человек.
Административный центр волости — посёлок Аудру. Помимо этого, на территории волости находятся ещё 25 деревень: Ахасте, Арувялья, Эассалу, Йыыпре, Кабристе, Кихлепа, Кыйма, Кярбу, Лемметса, Лийва, Линди, Лиу, Малда, Маркса, Оара, Папсааре, Пыхара, Пылдеотса, Ридалепа, Саари, Саулепа, Соева, Соомра, Туурасте и Валгеранна.
Волость была образована 19 апреля 1992 года.

## Аудру-ринг
В деревне Папсааре расположен Аудру-ринг, единственная в Эстонии постоянная скоростная трасса длиной 2173 м.